# Rozendaal (natuurgebied)
Rozendaal is de naam van een landgoed ten noordwesten van Montfort.
Tezamen met het nabijgelegen Schrevenhof is Rozendaal in bezit van de Stichting Limburgs Landschap, in totaal gaat het om 306 ha. Hiertussen ligt een veenontginning, Reigersbroek genaamd.

## Geschiedenis
Het gebied was in bezit van de heren van het nabijgelegen Kasteel Montfort. Het Reigersbroek en het ermee in verbinding staande Schrevenhofsbroekje werden als visvijver verpacht. Bij de voormalige kasteelboerderij lag een dam, waardoor het water van de Vlootbeek werd opgestuwd zodat het kasteel voldoende water voor zijn omgrachting had.
Vanaf 1650 werd de Vlootbeek echter vergraven om het Reigersbroek te ontginnen. Visserij was niet langer rendabel en werd vervangen door turfwinning en landbouw. De aanwezigheid van watermolens, zoals de Linnermolen, maakte het Reigersbroek echter minder geschikt voor de landbouw, totdat in 1880 het waterschap Vlootbeek werd opgericht en de molens werden verwijderd.
De hoger gelegen delen waren deels bebost, en leverden eikenhout, terwijl de moerassige delen riet voortbrachten.
De beekdalen worden gekenmerkt door oude boerderijen: Schrevenhof ('s-Gravenhof) is een 17e-eeuwse boerderij met verbouwingen tot in de 19e eeuw, doch de eerste boerderij op deze plaats stond er al in de 13e eeuw; Koningshof en 's-Herenhof hebben een geschiedenis die tot de 16e eeuw teruggaat. Ook deze boerderijen behoorden tot de heren van Montfort.
In 1970 werd het landgoed Rozendaal, met de twee boerderijen, aangekocht, en in 1971 volgde landgoed en hoeve Schrevenhof. Vanaf de jaren 90 van de 20e eeuw werden ook percelen in het Reigersbroek, momenteel een grootschalig landbouwgebied, aangekocht.

## Gebied
De beekdalen van Vlootbeek en Vulensbeek, van nature gelegen in oude Roerdalen. Het Schrevenshofbroekje werd in 1999 hersteld en men vindt er kranswieren en diverse oeverplanten. Men verwacht dat boomkikker en watersnip zich hier weer vestigen. De moerassprinkhaan komt in groten getale voor.
De bossen bestaan voornamelijk uit grove den, zomereik en ruwe berk. Ook zijn er enkele lanen omzoomd met Amerikaanse eik en robinia. Hengel, liggend walstro en dergelijke komen hier voor. Er zijn veel vogels, zoals winterkoning, tjiftjaf, boomleeuwerik en geelgors.
Op de heiderestanten vindt men de roodborsttapuit en de levendbarende hagedis.
Op de percelen in het Reigersbroek wordt de voedselrijke bovenlaag afgegraven, en de blauwe reiger en grote zilverreiger worden hier aangetroffen.

## Toegankelijkheid
Zowel op Rozendaal als op Schrevershoek zijn wandelingen uitgezet.